# دان مکگن
دان مَکْگَن (انگلیسی: Don McGahn؛ زادهٔ ۱۶ ژوئن ۱۹۶۸) مشاور حقوقی کاخ سفید برای رئیس‌جمهور ایالات متحده آمریکا دونالد ترامپ، است که از ۲۰ ژانویه ۲۰۱۷ مشغول به کار است. او وکیل امور مالی کمپین‌های سیاسی، و عضو سابق کمیسیون فدرال انتخابات است.
مکگن از ۱۹۹۹ تا ۲۰۰۸ مشاور ارشد حقوقی کمیته ملی جمهوریخواه کنگره بود. در سال ۲۰۰۸ از سوی جرج دابلیو بوش برای عضویت در کمیسیون فدرال انتخابات نامزد شد و تا سال ۲۰۱۳ در این سمت بود.